# Gideon Levy
Gideon Levy (hebreo: גדעון לוי; Tel Aviv, 1953) es un periodista y escritor israelí. Escribe artículos de opinión y una columna semanal para el diario Haaretz que a menudo se centran en la ocupación israelí de los territorios palestinos. Ha ganado premios por sus artículos sobre los derechos humanos en los territorios ocupados por Israel. En 2021 ganó el premio Sokolov de periodismo, el galardón más importante de Israel en dicho rubro.

## Biografía
Nació en 1953 en Tel Aviv. Su padre, Heinz (Zvi) Loewy, nació en la ciudad de Saaz, en los Sudetes checoslovacos, y se licenció en Derecho por la Universidad de Praga.  
Huyó de los nazis en 1939 en una huida organizada por dos judíos eslovacos, junto con otras 800 personas. Pasó seis meses en un barco de inmigrantes ilegales, el Frossoula, registrado con bandera panameña, al que se le negó la entrada en Turquía y Palestina, y sólo se le permitió anclar temporalmente en Trípoli. Luego, el grupo fue encarcelado en un campo de detención de Beirut durante seis semanas. A continuación, se permitió la salida del grupo.  
Durante su viaje, el barco fue ametrallado por aviones de la Royal Air Force, quienes mataron a dos pasajeros, tras lo cual el grupo fue transferido a otro barco, el Tiger Hill, que llegó al Mandato británico de Palestina, donde encalló en la playa Frischman de Tel-Aviv.
Su madre, Thea, de Ostrava, Checoslovaquia, fue llevada a Palestina en una operación de rescate de niños en 1939, y fue colocada en un kibbutz. Sus abuelos fueron asesinados en el Holocausto. Su padre abrió inicialmente una panadería en Herzliya con su hermana y trabajó como repartidor de periódicos, pero más tarde encontró trabajo como empleado de oficina. 
Al principio, la familia vivía en la pobreza, pero su vida se volvió relativamente más cómoda cuando llegaron las reparaciones alemanas del Holocausto.
Levy asistió al instituto Ironi Aleph de Tel Aviv. Él y su hermano menor Rafi cantaban juntos a menudo, sobre todo canciones de Haim Hefer.
Durante la Guerra de los Seis Días de 1967, la calle adyacente a su casa fue alcanzada por la artillería árabe.
En 2007, Levy describió sus opiniones políticas cuando era adolescente como las dominantes: "Yo era miembro de pleno derecho de la orgía religiosa nacionalista. Todos teníamos la sensación de que todo el proyecto [de Israel] corría un peligro existencialista. Todos sentíamos que había otro holocausto a la vuelta de la esquina".

## Periodismo y medios de comunicación
Levy fue reclutado por las Fuerzas de Defensa de Israel (IDF) en 1974 y trabajó como reportero para la emisora de radio de las FDI (Galei Tzahal). De 1978 a 1982, trabajó como ayudante y portavoz de Shimon Peres, por entonces líder del Partido Laborista israelí.
En 1982 empezó a escribir para el diario israelí Haaretz. Entre 1983 y 1987, fue redactor jefe adjunto. A pesar de su cobertura del conflicto palestino-israelí, no habla árabe.
Desde 1988 escribe una columna llamada "Twilight Zone" sobre las penurias de los palestinos. En 2004, Levy publicó una recopilación de artículos titulada Twilight Zone - Life and Death under the Israeli Occupation. Junto con Haim Yavin, coeditó Whispering Embers, una serie documental sobre la comunidad judía rusa tras la caída del comunismo. Fue presentador de A Personal Meeting with Gideon Levy, un programa de entrevistas semanal que se emitió en el Canal 3 israelí[10], y ha aparecido periódicamente en otros programas de entrevistas de televisión.
Levy ha declarado que sus opiniones sobre la política de Israel hacia los palestinos no se desarrollaron hasta que se incorporó a Haaretz. "Cuando empecé a cubrir Cisjordania para Haaretz, era joven y tenía el cerebro lavado", dijo en una entrevista de 2009[12], "veía a colonos talando olivos y a soldados maltratando a mujeres palestinas en los puestos de control, y pensaba: 'Son excepciones, no forman parte de la política del gobierno'. Tardé mucho tiempo en darme cuenta de que no eran excepciones, sino la esencia de la política del gobierno".
En una entrevista, dijo que dudaba de que ningún otro periódico israelí, aparte de Haaretz, le diera libertad periodística para publicar el tipo de artículos que escribe.
Sobre la cuestión de las violaciones de los derechos de autor en el periodismo, Levy expresó su apoyo en junio de 2011 a Johann Hari, quien entonces escribía para The Independent de Londres y que fue acusado de plagio, al tiempo que se confirmaba que Hari había tomado citas de la columna del periódico de Levy.

## Puntos de vista y opiniones
Levy se define a sí mismo como un "israelí patriótico" y critica lo que considera ceguera moral de la sociedad israelí ante los efectos de sus actos de guerra y ocupación. Se ha referido a la construcción de asentamientos en tierras palestinas privadas como "la empresa más criminal de la historia [de Israel]". Se opuso a la guerra del Líbano de 2006. En 2007, declaró que la difícil situación de los palestinos en la Franja de Gaza, entonces bajo bloqueo israelí, le avergonzaba de ser israelí. Ha declarado que "Mi modesta misión es evitar una situación en la que muchos israelíes puedan decir 'no lo sabíamos'.
Apoya la retirada unilateral de los territorios palestinos ocupados sin concesiones. "A Israel no se le pide que 'dé' nada a los palestinos; sólo que devuelva: que devuelva su tierra robada y restaure su autoestima pisoteada, junto con sus derechos humanos fundamentales y su humanidad".
Antes apoyaba la solución de dos Estados, pero ahora considera que ya no es viable y aboga por la solución de un Estado único.
Levy escribió que la guerra de Gaza de 2008-09 fue una campaña fallida que no alcanzó sus objetivos. "La conclusión es que Israel es un país violento y peligroso, desprovisto de toda moderación y que ignora descaradamente las resoluciones del Consejo de Seguridad de las Naciones Unidas, al tiempo que le importa un bledo el derecho internacional", escribió en una editorial.
En 2010, Levy describió a Hamás como una organización fundamentalista y la responsabilizó de los cohetes Qassam lanzados contra ciudades israelíes: "Hay que culpar a Hamás del lanzamiento de los Qassam. Es insoportable. Ningún Estado soberano lo habría tolerado. Israel tenía derecho a reaccionar". También ha dicho que "Pero la primera pregunta que deben hacerse", continuó, "es por qué Hamás lanzó los misiles. Antes de criticarlo, preferiría criticar a mi propio gobierno, que tiene una responsabilidad mucho mayor por la ocupación y las condiciones en Gaza [...] Y nuestro comportamiento fue inaceptable".
Levy apoya el boicot a Israel, afirmando que es "el último refugio del patriota israelí". Ha dicho que el boicot económico es más importante, pero que también apoya el boicot académico y cultural.
Durante la guerra de Israel y Gaza de 2023, Levy pidió "el levantamiento del asedio criminal a la Franja de Gaza".